# Hieracium radyrense
Hieracium radyrense là một loài thực vật có hoa trong họ Cúc. Loài này được (Pugsley) P.D.Sell & C.West mô tả khoa học đầu tiên năm 1955.